# Езёрак
Езёрак (пол. Jeziorak, нем. Geserichsee) — озеро в Польше, на территории Варминьско-Мазурского воеводства. Это шестое по площади озеро страны.
Входит в состав Мазурских озёр.
Площадь водного зеркала — 34,6 км², но может колебаться в зависимости от сезона. Размер озера составляет примерно 27,45 на 2,4 километра. Расположено на высоте 99,4 м над уровнем моря. Наибольшая глубина 13 м.